# Anshu Jain

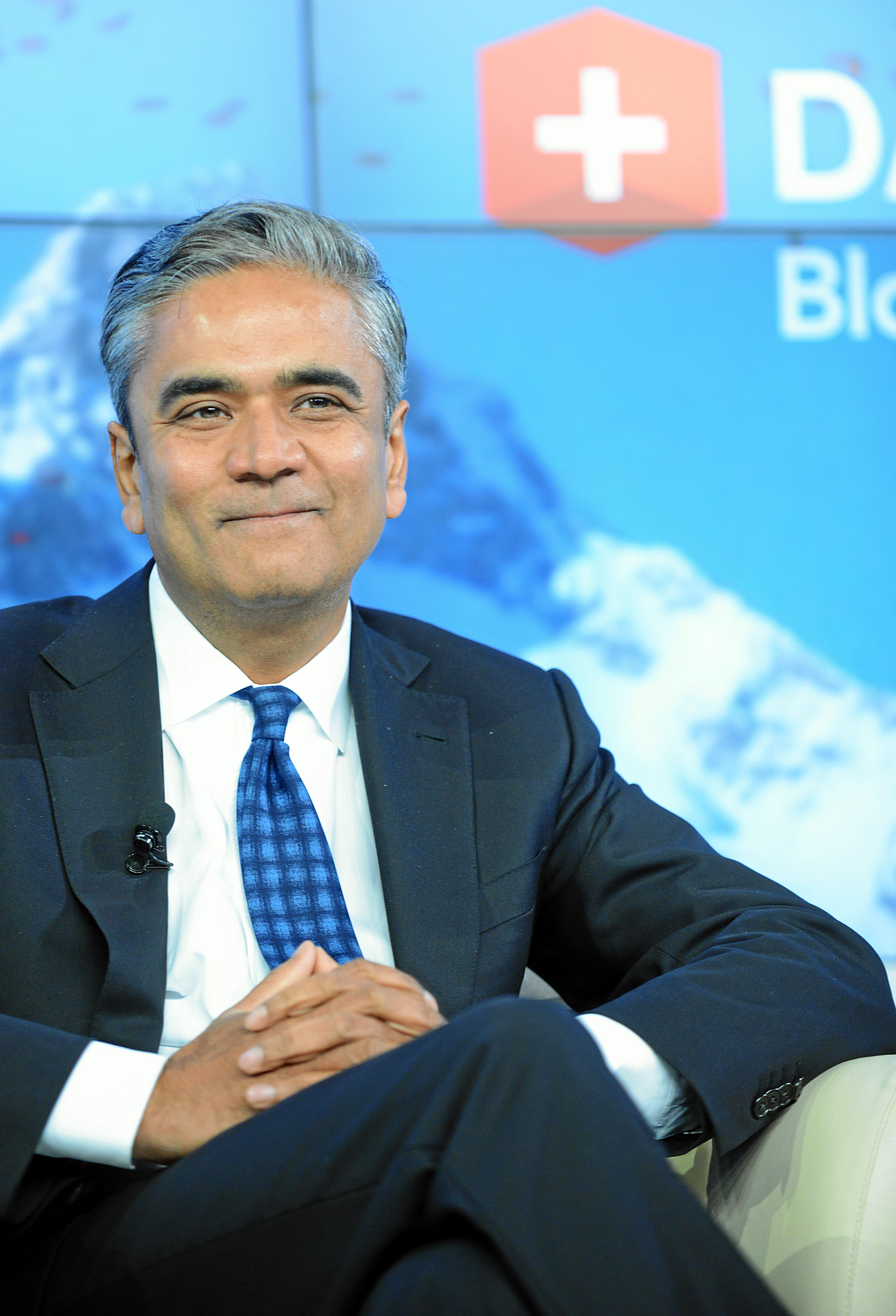
Jain während des WEFs 2013

Anshuman „Anshu“ Jain (Hindi अंशुमान जैन Anśumāna Jaina; * 7. Januar 1963 in Jaipur, Bundesstaat Rajasthan, Indien; † 13. August 2022 in London, Großbritannien) war ein britischer Bankmanager indischer Herkunft. Vom 1. Juni 2012 bis zum 30. Juni 2015 war er zusammen mit Jürgen Fitschen Vorstandsvorsitzender der Deutschen Bank.

## Leben und Wirken

### Herkunft und Ausbildung
Anshu Jain wurde als älterer von zwei Söhnen des Beamten Ambuj Jain und dessen Frau Shashi in Indien geboren. Er wuchs mit seinem Bruder in einer konservativ geprägten Mittelschichtsfamilie in Nizamuddin-West, einem Stadtviertel im Süden von Neu-Delhi, auf. Er war der jüngere Cousin des 1951 geborenen Ajit Jain, der zur Zeit von Jains Berufung auf den Vorstandsposten der Deutschen Bank als einer der möglichen Nachfolger des US-amerikanischen Finanzinvestors Warren Buffett bei dessen Holdinggesellschaft Berkshire Hathaway galt.
Aufgrund einer beruflichen Versetzung seines Vaters nach Afghanistan besuchte Anshu Jain von 1975 bis 1977 eine indische Privatschule in Kabul. An der Delhi Public School Mathura Road, einer Privatschule in Neu-Delhi, absolvierte er 1980 das Higher Secondary Exam (Abitur in Indien).
Jain studierte in Indien und den USA an öffentlichen Universitäten. 1983 schloss er sein Bachelor-Studium der Wirtschaftswissenschaften am Shri Ram College of Commerce der Universität Delhi in Indien ab. 1985 erwarb er einen MBA in Finanzen an der Isenberg School of Management der University of Massachusetts in Amherst/USA.

### Investmentbanker in Boston und New York (1985 bis 1995)
Nach seinem MBA-Studium 1985 stieg er als Analyst in die damalige Investmentbank Kidder, Peabody & Co. in Boston (heute Teil der UBS) ein. 1988 wechselte er zu Merrill Lynch (heute Teil der Bank of America Corporation) nach New York, baute dort die branchenweit erste Abteilung für spezielles Hedgefonds-Management auf und leitete diese als Managing Director.

### Deutsche Bank in London (1995 bis 2012)
1995 verließ Jain mit seinem Mentor Edson Mitchell Merrill Lynch und ging zur Deutschen Bank nach London. Innerhalb von fünf Jahren, in denen Jain in leitender Funktion im Investmentbanking der Deutschen Bank in London tätig war, soll seine Abteilung mit ihm 16 Milliarden Euro netto, nach Abzug sämtlicher Boni, verdient haben. Grob gerechnet waren laut WirtschaftsWoche rund 50 % des gesamten Gewinns der Deutschen Bank im Jahr 2005 der Abteilung Jains zuzurechnen. Aufgrund dieser Erfolge und der entsprechenden Boni hat Jain die interne Gehaltsrangliste der Deutschen Bank in diesen Jahren regelmäßig angeführt und war zu dieser Zeit dem Vernehmen nach der bestverdienende Angestellte einer deutschen Aktiengesellschaft. Von der Zeitschrift eFinancialNews wurde er auf Platz 2 ihrer Liste der „100 Most Influential People“ gewählt.
In den Verantwortungsbereich von Jain fielen in London auch die Bereiche der Deutschen Bank, die durch die Teilnahme an sog. Karussellgeschäften in den Fokus der strafrechtlichen Ermittlungen wegen schwerer Steuerhinterziehung, der Geldwäsche und der versuchten Strafvereitelung gerieten. Im Zuge dieser Ermittlungen wurden im Jahre 2012 Geschäftsräume der Deutschen Bank in Frankfurt durchsucht. Dabei wurden ehemalige Mitarbeiter von Jain verhaftet, denen die Hinterziehung von Hunderten Millionen Euro Umsatzsteuer vorgeworfen wurde.
Ebenfalls in den Verantwortungsbereich von Jain in den Londoner Jahren fiel der Libor-Skandal, bei dem durch die Deutsche Bank ein Leitzins zu Gunsten ebendieser manipuliert worden war.
Die Deutsche Bank musste mehrere Milliarden zurückstellen, um die Strafzahlungen und Verluste der Geschäfte Jains zu begleichen.

### Co-Vorstandsvorsitzender der Deutschen Bank (2012 bis 2015)
Jain war seit 2009 Mitglied des Vorstands der Deutschen Bank. Im Juli 2011 gab die Deutsche Bank bekannt, dass Jain gemeinsam mit Jürgen Fitschen am 1. Juni 2012 den Vorsitz des Vorstandes übernehme und somit einer der beiden Nachfolger von Josef Ackermann werde. Als Co-Vorstandsvorsitzender war Jain zuständig für die Bereiche Corporate Finance, Sales and Trading sowie Global Transaction Banking.
In der über 140-jährigen Konzerngeschichte der Deutschen Bank war Jain als Brite nach dem Schweizer Josef Ackermann der zweite ausländische Vorstandsvorsitzende bzw. Co-Vorstandsvorsitzende der Deutschen Bank. 2012 erhielt er wie Jürgen Fitschen ein Gehalt von (brutto) 4,8 Millionen Euro.
Auf der Hauptversammlung am 21. Mai 2015 erhielt er nur von 61 % der anwesenden Aktionärsstimmen das Vertrauen ausgesprochen; üblich sind in solchen Fällen Zustimmungsraten von 95 % und mehr. Dieses schlechte Ergebnis leitete seine Ablösung ein. Am 7. Juni 2015 gab die Deutsche Bank bekannt, dass Jain und Fitschen ihre bis zum 31. März 2017 befristeten Verträge vorzeitig beenden werden. Während Fitschen auf Bitten des Aufsichtsrats sein Mandat noch bis zum Ende der nächsten Hauptversammlung am 19. Mai 2016 ausübte, schied Jain bereits am 30. Juni 2015 aus.

### Ab 2016
Nach seinem Ausscheiden bei der Deutschen Bank war Jain in den USA tätig. 2016 wurde er Berater beim Fintech-Unternehmen Social Finance (Sofi) in Kalifornien. 2017 ging er zum Finanzdienstleister Cantor Fitzgerald in New York.

## Vorwürfe
Als Folge der in den USA ausgelösten weltweiten Subprime-Krise wurden im April 2008 auch Vorwürfe gegen Jain laut. Die zuvor über Jahre anscheinend erfolgreichste Sparte (Corporate Banking & Securities) der Deutschen Bank AG schrieb unter Jains Führung im ersten Quartal 2008 nach Milliardenabschreibungen auf Kredite zur Finanzierung von Firmenübernahmen und dramatisch eingebrochenen Erlösen einen Vorsteuerverlust von 1,6 Milliarden Euro. Im Vorjahreszeitraum hatte die Abteilung noch einen Gewinn von 2,2 Milliarden Euro erwirtschaftet. In einer im Mai 2012 ausgestrahlten Fernsehreportage des WDR wird Jain auch für Betrügereien bei dem Verbriefen riskanter Hypotheken verantwortlich gemacht. Bei Zwangsvollstreckungen der Deutsche-Bank-Tochter Deutsche Bank National Trust wurden 1,4 Millionen Familien in den USA – unter anderem mit Hilfe von durch CBS recherchierten Dokumenten- und Unterschriftenfälschungen (Robo-Signing) – aus ihren Häusern vertrieben. Die von Jain verantworteten Hypothekengeschäfte brachten der Deutschen Bank Milliarden Euro ein. Der ehemalige Chef der Westdeutschen Landesbank Ludwig Poullain warf in einer Reportage 2012 der Deutschen Bank vor, missbräuchlich ihre Macht für Geschäfte eingesetzt und damit volkswirtschaftlichen Schaden angerichtet zu haben. Mit hochriskanten Wettgeschäften, an denen die Deutsche Bank – und andere Unternehmen, darunter JPMorgan Chase & Co. – hohe Provisionen verdiente und die auf falschen Zinsprognosen basierten, verloren Städte – darunter Hagen und Pforzheim, Würzburg, Neuss und Mailand –, Gemeinden und europäische Regionen – darunter die Toskana – Millionenbeträge, welche die betroffenen Kommunen zum Teil ruinierten.
Dem Abschlussbericht der Bundesanstalt für Finanzdienstleistungsaufsicht (BaFin) zu den Manipulationen des Zinssatzes Libor (→ Libor-Skandal) zufolge sind Jain, zur fraglichen Zeit Chef des Investmentbankings der Deutschen Bank, in Bezug hierzu „schwere Versäumnisse“ vorzuwerfen. So habe er bei den entsprechenden Untersuchungen zur Manipulation wichtiger Zinssätze bewusst ungenaue Angaben gegenüber der Bundesbank gemacht. Im Zusammenhang mit der Libor-Affäre hat die Bank zwölf Händler entlassen und neun weitere versetzt. Die behördlichen Ermittlungen dauerten mehrere Jahre.
Weitere Ergebnisse wurden im April 2015 bekannt. In der ausführlichen Stellungnahme kommt die deutsche Aufsicht zu dem Schluss, dass Jain wissen musste, dass in seinem Bereich die Zinssätze manipuliert wurden und dass bewusst kein funktionierendes Risikomanagement aufgebaut wurde.

## Privates
Jain war britischer Staatsbürger. Er sprach fließend Englisch, Hindi und ein wenig Deutsch. Privat spielte er gerne Golf und Cricket, weshalb er etwa einen Zeitschriftenartikel anlässlich des Cricket World Cup 2011 schrieb. Er gehörte wie seine Familie der indischen Religion des Jainismus an.
Jain starb am 13. August 2022 im Alter von 59 Jahren, nachdem bei ihm Jahre zuvor ein Duodenalkarzinom diagnostiziert worden war.
Jain hinterließ seine Ehefrau und zwei Kinder. Er lebte mit seiner Familie im westlichen Londoner Stadtbezirk Royal Borough of Kensington and Chelsea und hatte weitere Wohnsitze in Frankfurt am Main und New York.